# Szomáli veréb
A szomáli veréb (Passer castanopterus) a madarak osztályának verébalakúak (Passeriformes) rendjébe és a verébfélék (Passeridae) családjába tartozó faj.

## Rendszerezése
A fajt Edward Blyth angol zoológus írta le 1855-ben.

## Alfajai
- Passer castanopterus castanopterus Blyth, 1855
- Passer castanopterus fulgens Friedmann, 1931

## Előfordulása
Kelet-Afrikában, Dzsibuti, Etiópia, Kenya és Szomália területén honos. Természetes élőhelyei a szubtrópusi vagy trópusi füves puszták, cserjések és tengerpartok, valamint szántóföldek. Állandó, nem vonuló faj.

## Megjelenése
Testhossza 14 centiméter.
|  |

## Természetvédelmi helyzete
Az elterjedési területe nagyon nagy, egyedszáma pedig stabil. A Természetvédelmi Világszövetség Vörös listáján nem fenyegetett fajként szerepel.